# Sculpture japonaise
L'origine de la sculpture japonaise remonte au travail de l'argile. Celui-ci est apparu dès la période Jōmon ( 13 000-400 av. J.-C.) en tant que céramique Jōmon à décor cordé, et aux célèbres dogū. Les terres cuites ont continué de conserver l'esprit créatif des habitants aux périodes Yayoi (300 av. J.-C. - 300 apr. J.-C.) et Kofun (de 250 à 538).
Ensuite, dès la période d'Asuka, la sculpture japonaise est sous l'influence de la culture de la route de la soie au Ve siècle et, par la suite, de celle plus prégnante encore de la sculpture chinoise. L'influence de l'Occident quant à elle se fait sentir à partir de l'ère Meiji. Les sculptures sont faites dans des ateliers locaux utilisés pour la sculpture et la peinture. La majorité des sculptures se trouvent devant les maisons et le long des murs des bâtiments importants.

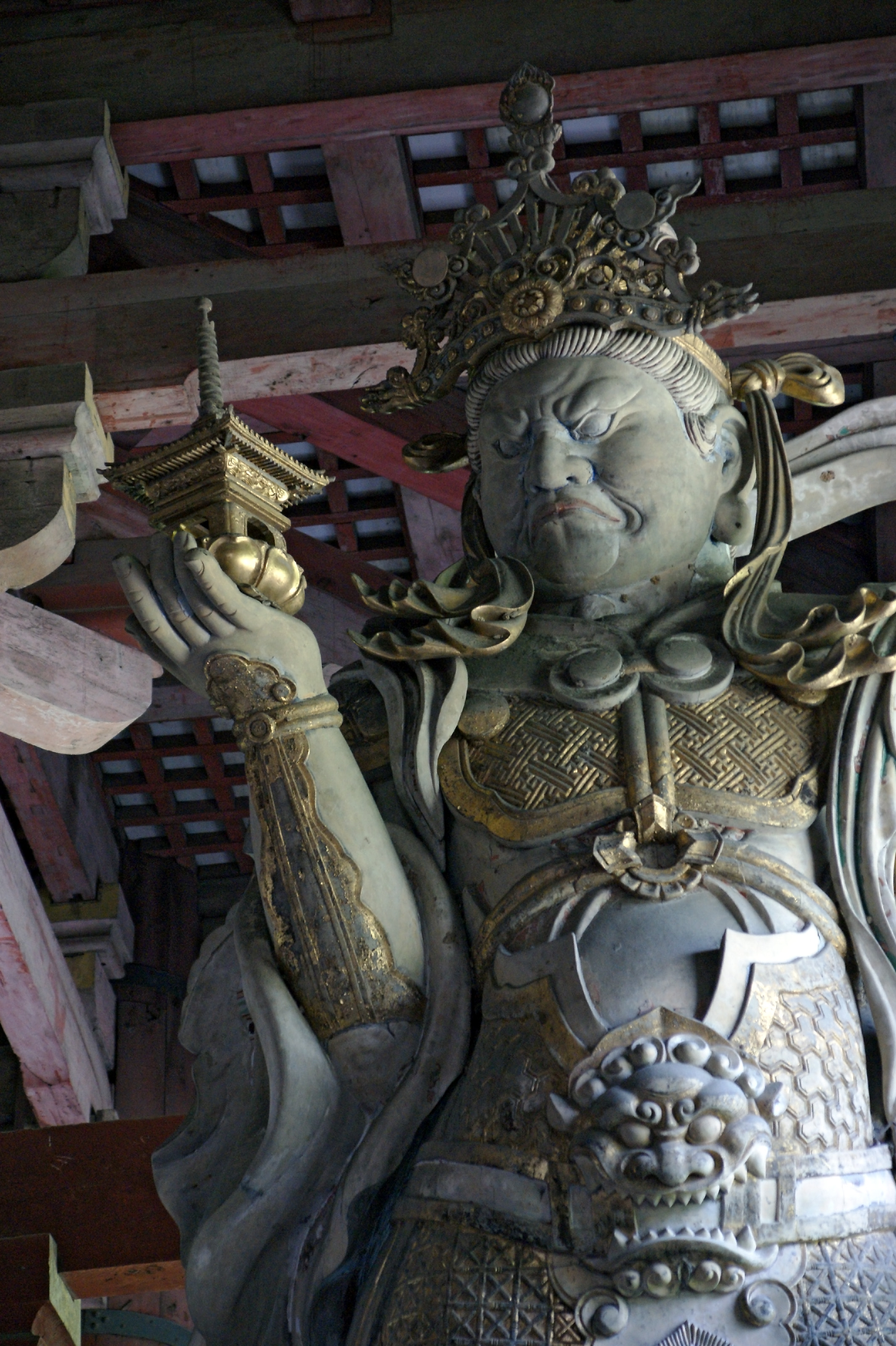
Tamonten au Todaiji, bois, époque d'Edo

La plupart des sculptures japonaises sont issues du culte des idoles propre au Bouddhisme ou des rites animistes des divinités shinto. De tous les arts du Japon, la sculpture s'est particulièrement attachée à la représentation des thèmes et figures du Bouddhisme. Les matériaux traditionnellement utilisés sont les métaux, en particulier le bronze et plus généralement, le bois, souvent laqué, doré ou peint de couleurs vives. À la fin de la période Tokugawa, cette sculpture traditionnelle - à l'exception des œuvres en miniature - a en grande partie disparu à cause de la perte du patronage des temples bouddhistes et de la noblesse.

## Histoire

### Arts primitifs

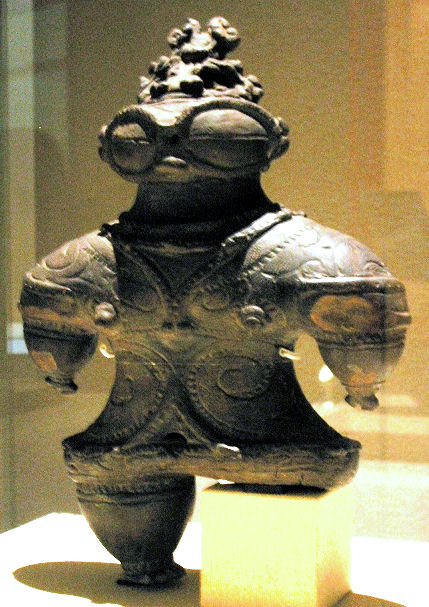
Dogū, statuette de la fin de la période Jōmon

Au XXe siècle le japon moderne reconnaît la valeur artistique indéniable de ces premiers temps de la sculpture japonaise, et pour les plus remarquable en les désignant Trésor national du Japon. Ces exemples de premières formes de sculpture, dont les dogū et haniwa, se trouvent partager des caractéristiques comparables à celles de l'art moderne et à toutes les formes d'art tridimensionnel, en termes d'invention et de qualités stylistiques, tout particulièrement
Aucun chercheur n'a pu déterminer précisément le moment où les hommes se sont installés dans l'archipel nippon. Ce sont ces premiers habitants qui ont finalement créé le premier art natif brut japonais fait de grossières terres cuites et d'étranges figurines d'argile appelées dogū, qui sont probablement des fétiches de nature religieuse. Certaines peuvent avoir été utilisées au cours de rites de fertilité et quelques-autres lors d'exorcismes ou d'autres formes de rituel primitif.
Les figures dogū sont impressionnantes par leur symbolisme grotesque et mystérieux, et il en émane un sentiment brut de force primitive et de passion dans les lignes fortement gravées et les tourbillons avec lesquels sont décorées les figurines.
La légende, telle que rapportée par le Nihon Shoki (Chroniques du Japon) qui est une histoire ancienne du Japon compilée en 720, indique que les haniwa ont été commandés à l'occasion du décès d'une impératrice par l'empereur qui, désapprouvant la coutume des fonctionnaires et des servantes de la personne décédée de suivre leur maître dans la mort, a ordonné que des figurines d'argile soient moulées et placées autour du kofun (tumulus mortuaire) à la place du sacrifice d'êtres vivants. L'authenticité de cette histoire bien connue est cependant mise en doute par les historiens qui pensent que les tuyaux cylindriques en argile étaient les premières formes haniwa et qu'ils étaient utilisés à la manière de pieux destinés à tenir la terre du tumulus en place. Plus tard, ces haniwa cylindriques pleins ont été décorés et ont pris des formes diverses, y compris des formes de maisons et d'animaux domestiques ainsi que d'êtres humains. Ils ont été trouvés disposés en cercle autour de la butte, accréditant la thèse des chercheurs. Quoi qu'il en soit, les figurines haniwa ont sans aucun doute été plus tard revêtues d'une sorte de symbolisme religieux, indépendamment de leur fonction originale pratique comme pieux.

### Époques Asuka et Hakuhō

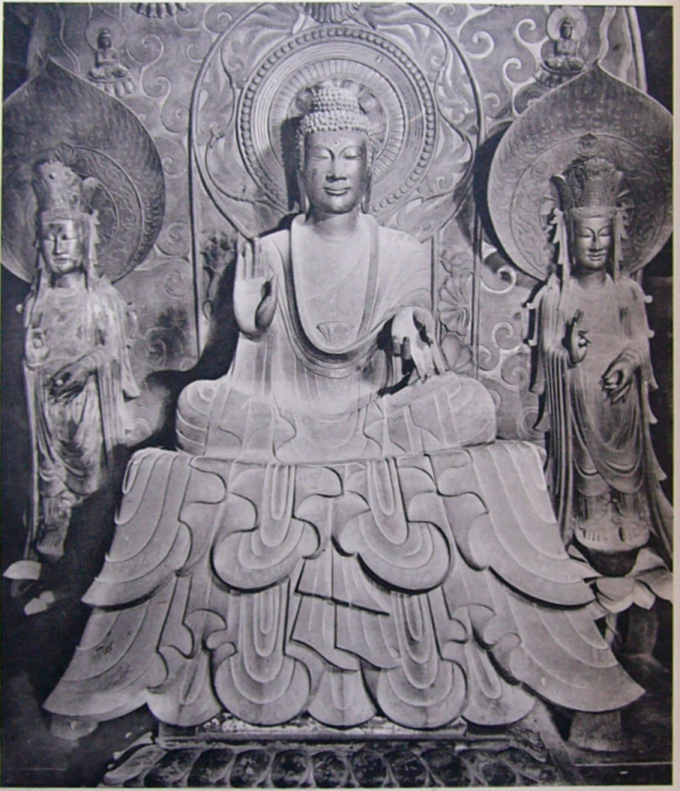
Triade Shakyamuni par Tori Busshi au Horyuji.

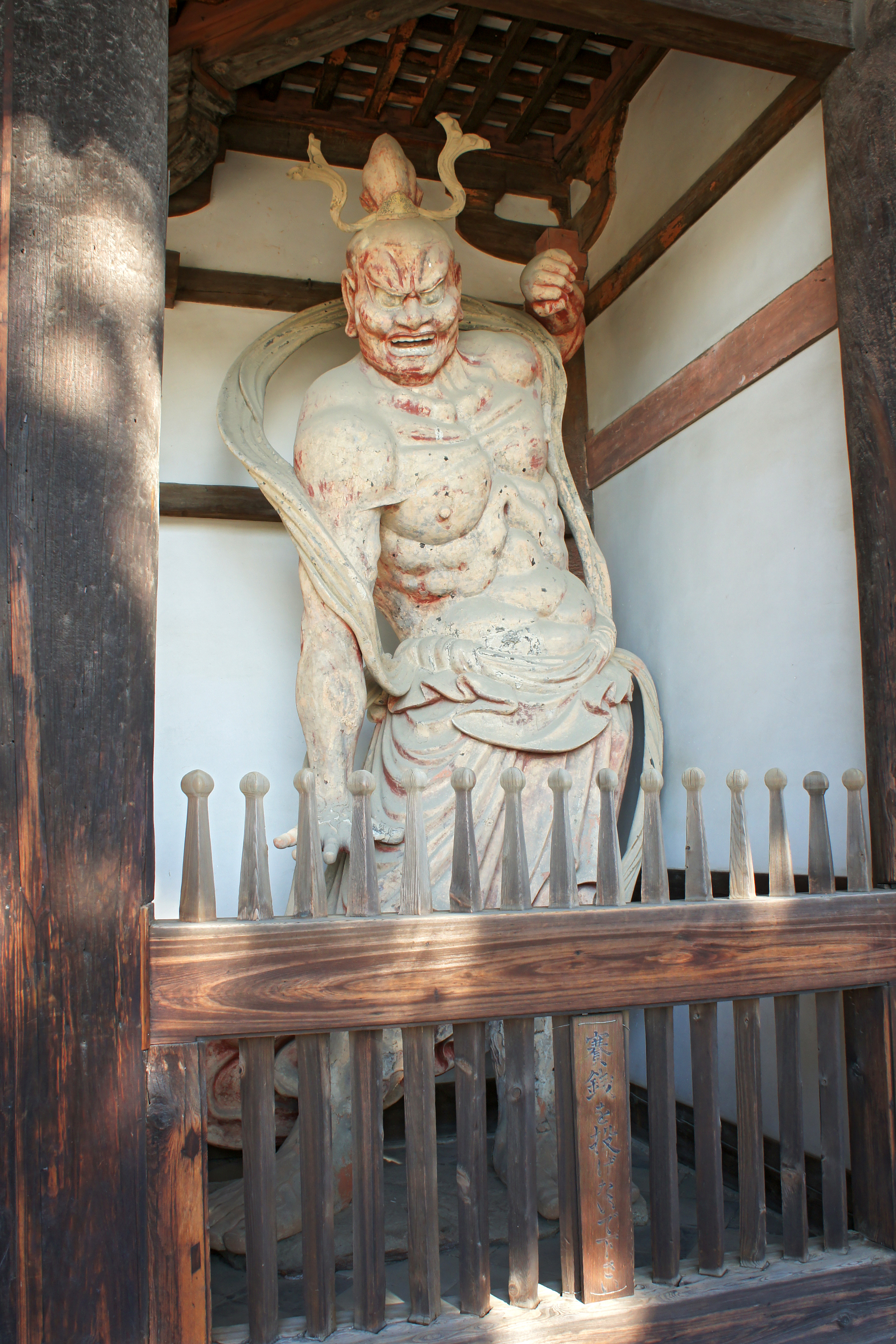
Divinité gardienne au (Kongōrikishi) de Horyuji, argile et bois, 711

Le Japon sort de la période de l'art primitif indigène avec l'arrivée du Bouddhisme au Japon en provenance du continent asiatique vers le milieu du VIe siècle. Avec la nouvelle religion, viennent au Japon les artistes qualifiés et les artisans chinois pour construire ses temples, sculpter ses idoles et transmettre les techniques artistiques aux artisans autochtones.
Les premiers exemples de l'art bouddhique se rencontrent dans toutes les merveilles accumulées au temple Horyu-ji du VIIe siècle à Nara, dont les bâtiments, eux-mêmes disposés selon un schéma prescrit avec bâtiment principal, shōrō (beffroi), pagodes et autres bâtiments enfermés dans une galerie couverte les entourant, conservent une aura de l'ère ancienne, avec les innombrables trésors artistiques conservés dans leurs salles.
Nara et ses environs contiennent la grande majorité des Trésors nationaux de la première période de l'art bouddhique, connue dans l'histoire de l'art comme la période Asuka. La sculpture de cette période montre, comme presque toute la sculpture ultérieure, l'influence de l'art continental. Tori Busshi, le célèbre sculpteur de cette période Asuka, suit le style de la sculpture des Wei du Nord et établit ce qui est à présent connu sous le nom de l'école de sculpture Tori. Parmi les exemples notables d'œuvres de Tori, la Triade de Sakyamuni est la plus connue qui représente les principales icônes de la Salle dorée du temple Horyu-ji et le kannon Bodhisattva du bâtiment Yumedono du même temple, également connu sous le nom Guze Kannon.
Certaines des sculptures bouddhistes les plus importantes appartiennent à la période Hakuhō qui suit, quand la sculpture montre combien est prévalante l'influence de la dynastie Tang. L'air mystique irréaliste du premier style Tori est remplacé par une douce et souple pose et une beauté sensuelle plus proche de la manière Maitreya avec de longs yeux étroits et bridés et de douces caractéristiques efféminées qui, en dépit de leur air de rêverie, portent en elles une facilité d'approche intime. La froideur de la sculpture précédente Asuka est adoucie en une forme plus indigène, et peut être regardé comme un compromis entre le divin et l'idéal humain.
Les œuvres représentative de cette période sont la belle Sho Kannon du temple Yakushi-ji et le Yumatagae Kannon de Horyu-ji, qui toutes les deux montrent la plénitude de la chair arrondie dans les plis des vêtements stylisés et reflètent les caractéristiques artistiques de l'art Gupta, transmis aux Japonais par les Tang.

### Époque de Nara

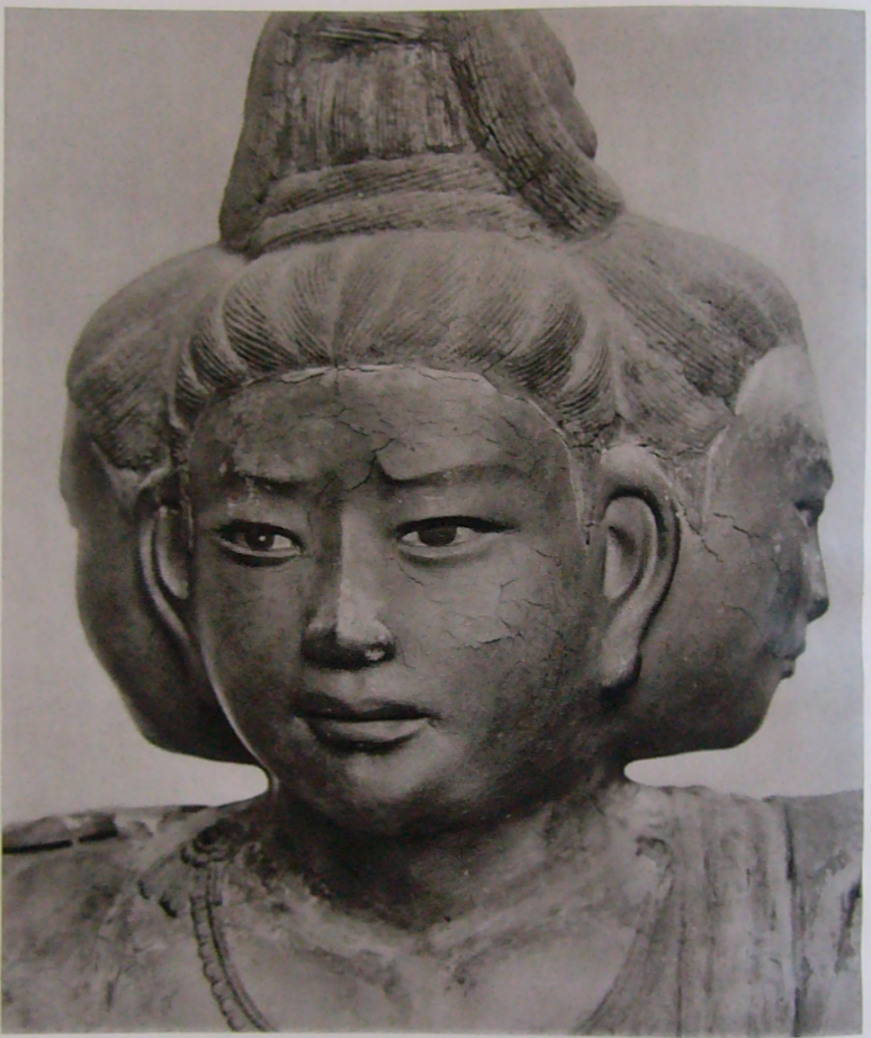
Asura

Entre 710 et 793, les sculpteurs apprennent le haut style Tang et produisent eux-mêmes un style appelé « sculpture Tenpyō » qui montre des visages réalistes, de massifs et solides volumes, un drapé naturel et la représentation délicate des sentiments. L'empereur Shōmu ordonne la réalisation du colossal Bouddha Vairocana en bronze doré du Tōdai-ji qui est achevé en 752. Bien que la statue ait été détruite et réparée à deux reprises, une partie du socle original a survécu. Parmi les nombreuses œuvres originales, l'Asura du temple Kōfuku-ji est attrayant, statue recouverte de laque sèche qui met en valeur la représentation délicate des sentiments. Les quatre gardiens du Kaidan-in, bâtiment secondaire du Tōdai-ji, sont des statues en argile qui sont autant de chefs-d'œuvre.
Une manufacture nationale officielle Zō Tōdai-ji si (« bureau de construction du Tōdai-ji ») produit de nombreuses sculptures bouddhistes par la division du travail pour le Tōdai-ji et d'autres temples officiels ainsi que pour des temples destinés à recevoir les nouveautés. Des sculptures en bronze doré, laque sèche, argile, terre cuite, pierre et argent sont réalisées dans la manufacture qui utilise aussi la technique du repoussé. Les sculpteurs sont en général séculiers et obtiennent un statut et un salaire officiels. Certains ateliers privés offrent des icônes bouddhistes aux gens et quelques moines les font eux-mêmes.

### Époque de Heian
Alors que la capitale impériale se déplace de Nara à Kyoto en 794, les grands temples ne sont pas transférés à Kyoto. Le gouvernement encourage le nouveau bouddhisme ésotérique importé de la Chine des Tang. La manufacture officielle Zo Tōdai-ji si est fermée en 789. Les sculpteurs licenciés travaillent pour les temples importants de Nara, les nouveaux temples des sectes ésotériques et la cour. Les sculpteurs obtiennent le statut de clergé du temple, qu'ils soient ou non membres de l'ordre. Le bois devient le matériau principal.
En ce qui concerne le style, l'époque de Heian se divise en deux parties : Au début de l'époque (794- vers le milieu du Xe siècle), les statues du bouddhisme ésotérique se multiplient. Kūkai, Saichō et d'autres membres des missions japonaises en Chine impériale importent les styles du début puis de la fin de la dynastie Tang. Les corps des statues sont façonnés à partir de blocs de bois uniques et paraissent imposants, massifs et lourds par comparaison avec les œuvres de l'époque de Nara. Leurs membres épais et sévères, imprégnant presque de leur gravité les traits du visage leur confèrent un sentiment de sombre mystère et inspirent la crainte chez le spectateur, conformément au secret des rites bouddhiques ésotériques. Les draperies lourdement sculptées, dont les plis arrondis alternent avec des plis fortement découpés, sont typiques de cette période.
Dans la deuxième partie de l'époque de Heian (du milieu du Xe siècle au XIIe siècle), la sophistication de la culture de cour et la popularité du culte d'Amida donnent naissance à un nouveau style : des caractéristiques douces, calmes et raffinées avec des proportions plus atténuées. Les sculpteurs donnent une apparence japonaise aux visages des images. Le chef de la secte bouddhiste de la Terre Pure (culte d'Amida,) Genshin et son œuvre Ōjōyōshū influencent nombre de sculpteurs. Le chef-d’œuvre de cette époque est le Amida Bouddha de Byōdō-in à Uji par le maître Jōchō qui établit le canon de la sculpture bouddhique. Il est appelé l'expert de la technique yosegi zukuri : les sculpteurs travaillent avec plusieurs blocs de bois. Cette technique permet la production avec des apprentis dans les ateliers des maîtres. Elle a pour conséquence l’apparition d'une style médiocre et répétitif après Jōchō. Dans cette école, un petit-fils de Jōchō établit un atelier qui travaille pour la cour impériale à Kyoto. Une discipline de Jōchō établit aussi un atelier Sanjyō à Kyoto.

### Époque de Kamakura

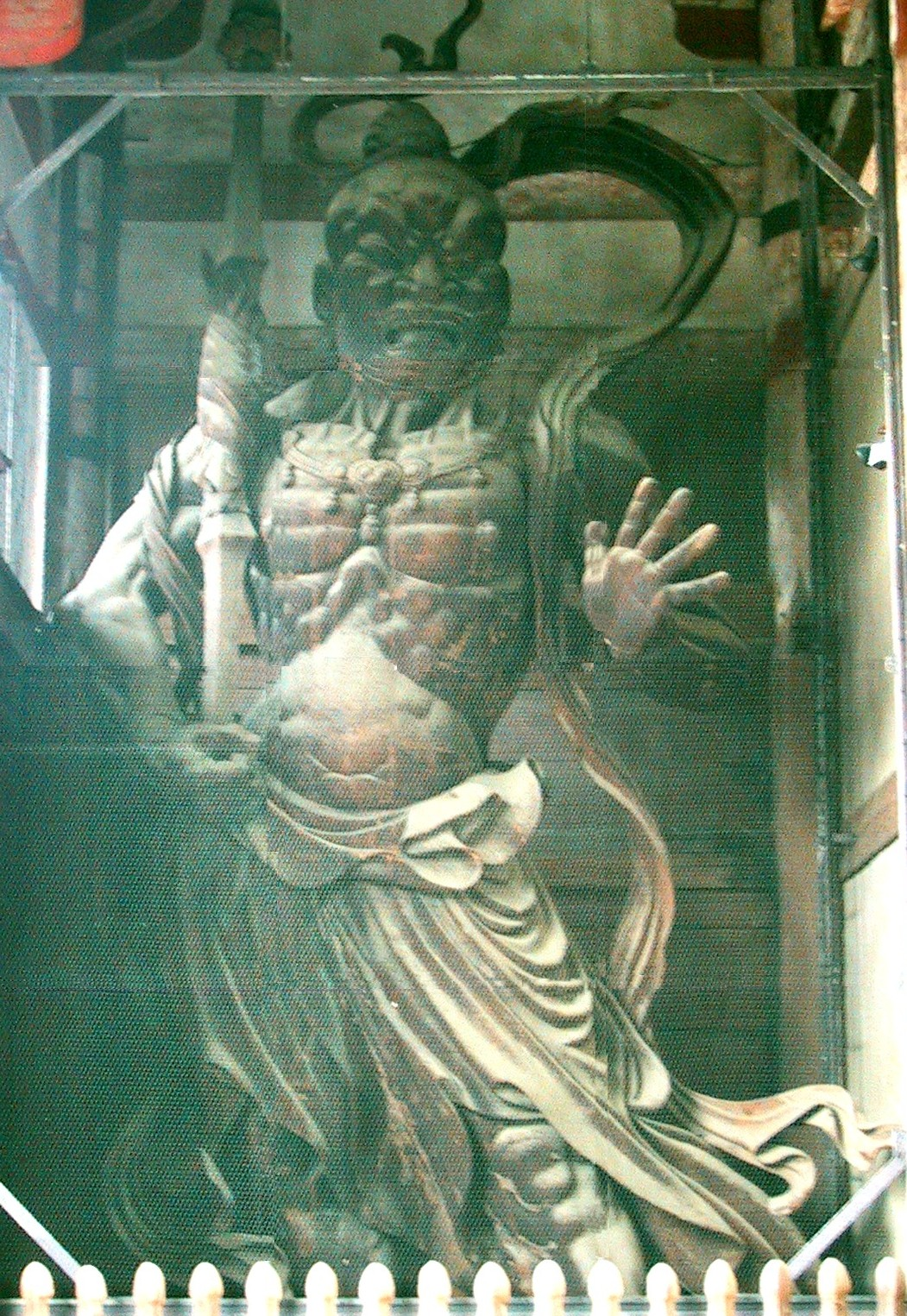
Niō gardien du Todai-ji

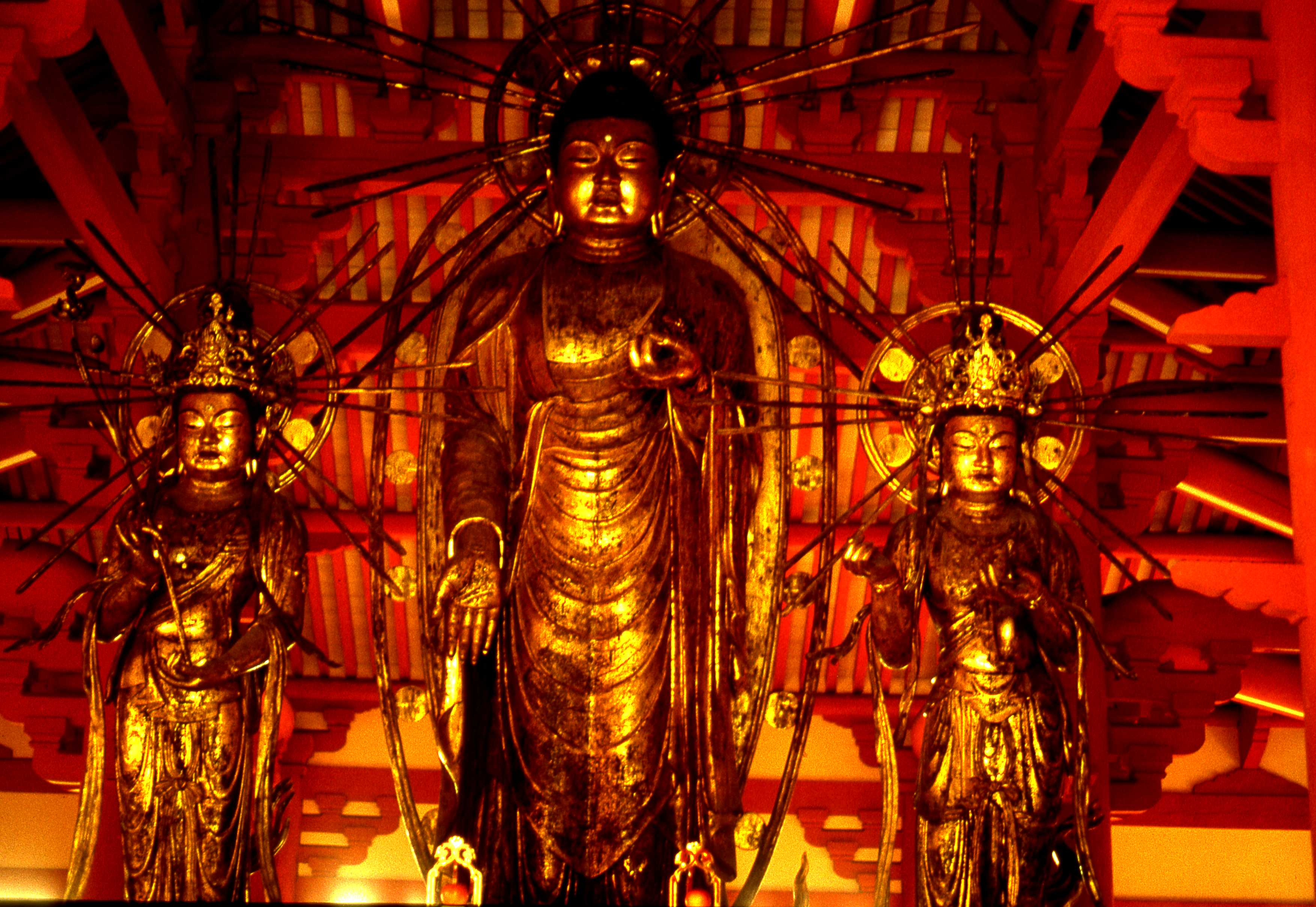
Triade Amitabha de Jōdo-ji par Kaikei

L'époque de Kamakura est considérée comme l'ère de la renaissance de la sculpture japonaise. Les sculptures de l'école Kei, héritières de l’œuvre de Jōchō, sont à l'origine de ce renouveau. Elles illustrent la maîtrise qu'ont acquise les artistes de la technique dite yosegi-zukuri (assemblage de blocs de bois) et représentent le style de la nouvelle sculpture. C'est après avoir étudié les chefs-d’œuvre du début de l'époque de Nara ainsi que les peintures et sculptures de la dynastie chinoise des Song que les sculpteurs japonais parviennent à restituer le réalisme, la représentation des sentiments, la solidité et le mouvement. Par ailleurs, l'argile, la laque sèche,　l'embossage, la terre cuite ne sont plus utilisés. Les sculpteurs emploient essentiellement le bois et parfois le bronze.
L'école Kei s'inspire abondamment des trésors de Nara, ancienne capitale du Japon de 710 à 793, et travaille pour les grands temples de la ville. Au cours de l'époque de Kamakura, la cour de Kyoto et le gouvernement militaire du shogunat Kamakura reconstruisent les grands temples incendiés lors des guerres de la fin du XIIe siècle. De nombreuses sculptures sont réparées ainsi que de nombreux édifices qui sont restaurés ou reconstruits. Cette entreprise de rénovation reflète le caractère de « renaissance » de cette période.
Parmi les sculpteurs de l'école Kei, Unkei est le plus célèbre. Une paire de Kongō-rikishi au Tōdai-ji est la plus connue de ses œuvres et les statues-portraits de prêtres indiens au Kōfuku-ji sont des chefs-d’œuvre exceptionnels. Unkei a six fils sculpteurs et leur production est également imprégné de l'humanisme nouveau. Tankei, fils aîné et remarquable sculpteur est à la tête de l'atelier familial. Kōshō, quatrième fils est l'auteur d'une très belle sculpture du maître bouddhiste japonais Kūya (903-972). Kaikei, collaborateur d'Unkei, est un fervent adepte de la secte de la Terre Pure et travaille avec le prêtre Chōgen (1121–1206), le responsable de la reconstruction du Tōdai-ji. Beaucoup de ses personnages sont plus idéalisés que ceux d'Unkei et de ses fils et se caractérisent par une surface bien finie, richement décorée avec des pigments et de l'or. Plus de quarante de ses œuvres nous sont parvenues dont beaucoup sont signées de sa main. Sa réalisation la plus importante est la triade d'Amitabha située au Ono Jōdo-ji (1195).
Les sculpteurs travaillent également pour le shogunat de Kamakura et d'autres clans militaires. Ils produisent des sculptures bouddhistes à leur intention ainsi que des portraits sculptés. Le colossal bronze d'Amidhaba Buddha au Kōtoku-in de Kamakura est réalisé en 1252. Les fonds obtenus auprès des classes populaires permettent d'ériger ce colossal bronze. Cette forme de patronage se développe et parfois remplace celui des classes aisées et puissantes.

### Époque de Muromachi et période Sengoku

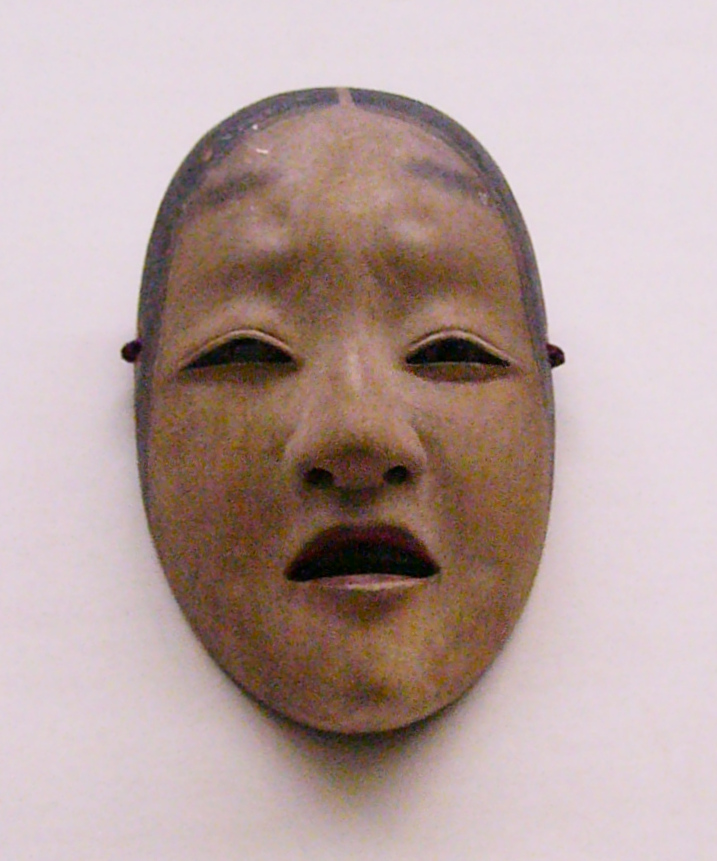
Masque nô

Les sculptures bouddhistes sont moins nombreuses et leur qualité se dégrade en même temps que le nouveau Bouddhisme Zen méprise les images de Bouddha. Les anciennes sectes des grands temples se ressentent des effets des guerres civiles. La sculpture de portrait des maîtres Zen est un nouveau genre qui apparaît à cette époque. L'art de la sculpture des masques pour le théâtre nô s’épanouit et s'améliore du XVe siècle au XVIIe siècle.

### Époque d'Edo

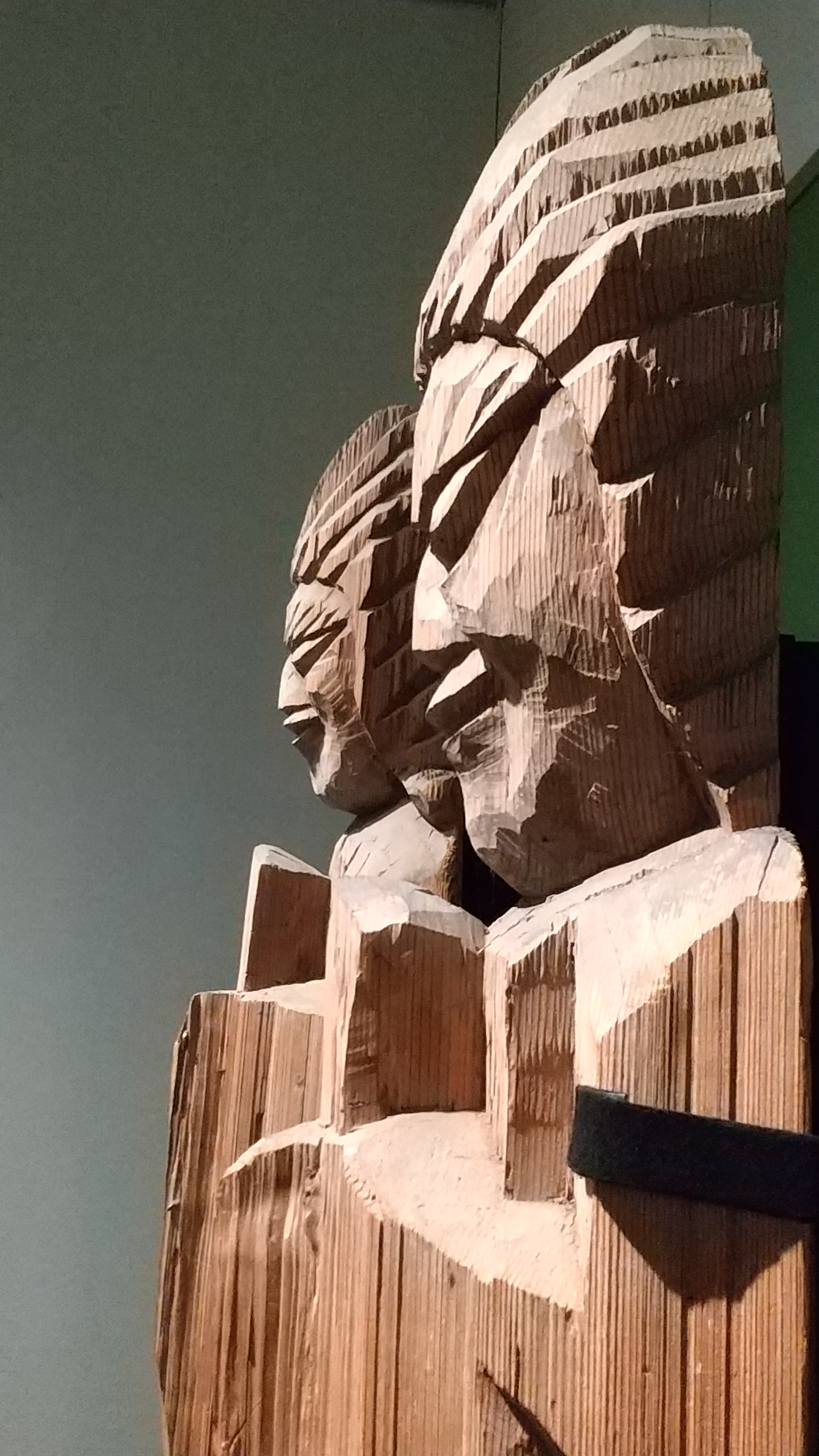
Enkū, Deux divinités protectrices (détail), 1685.

La reconstruction des temples bouddhistes incendiés au cours des guerres civiles requiert de nombreux sculpteurs. Les nouvelles sculptures relèvent d'un style essentiellement conservateur et sont réalisées en bois puis dorées ou polychromes. Ces productions sont pour la plupart dépourvues de qualités artistiques. Par ailleurs, certains moines sculpteurs bouddhistes produisent des images sans peinture en bois grossièrement taillé. Enkū (1632–1695) et Mokujiki (1718–1810) en sont les représentants les plus connus. Ils se déplacent à travers tout le Japon et produisent des œuvres considérables à des fins de propagation religieuse et rituelles. Leurs styles archaïques et spirituels sont réévalués au XXe siècle. L'art de la sculpture des masques pour le théâtre nô continue également à produire de meilleures œuvres au cours du XVIIe siècle.

## Arts modernes

### Introduction de la technique occidentale
L'arrivée au Japon des formes de l'art occidental est l'occasion historique du renouveau de la sculpture japonaise avec l'introduction du plâtre comme matériau, de la sculpture héroïque en extérieur et du concept émané de l'école de Paris de la sculpture considérée comme forme artistique. Ces idées s'installent peu à peu au Japon durant la fin du XIXe siècle et avec le retour du mécénat d'État, la sculpture japonaise connaît une renaissance. Après la Seconde Guerre mondiale, les sculpteurs se détournent de l'école figurative française de Rodin et de Maillol et s'engagent vers des formes et des matériaux modernes et d'avant-garde agressifs, et ce parfois à une très grande échelle. Une profusion de matériaux et de techniques caractérise ces nouvelles sculptures expérimentales qui absorbent également les idées artistiques internationales du « op » (illusion d'optique) et du « pop » (motifs populaires). Un certain nombre d'artistes novateurs sont tout à la fois sculpteurs et peintres ou graveurs et leurs théories nouvelles traversent les frontières des matériaux.

### Depuis 1970
Dans les années 1970, les idées de placement contextuel des objets naturels en pierre, en bois, en bambou et en papier dans les relations avec les gens et leur environnement sont appliquées par l'école mono-ha. Les artistes de ce courant artistique mettent l'accent sur l'aspect matériel comme le plus important de l'art et mettent un terme à l'anti-formalisme qui a dominé l'avant-garde pendant les vingt dernières années. Cet accent mis sur les relations entre les objets et les gens est omniprésent dans le monde des arts et conduit à une appréciation croissante des qualités « japonaises » de l'environnement ainsi qu'à un retour aux formes et aux principes artistiques autochtones. Parmi ces préceptes, le respect pour la nature et divers concepts bouddhistes sont mis en œuvre par les architectes pour traiter les problèmes du temps et de l'espace. L'idéologie occidentale est soigneusement réexaminée et une grande partie de ce qui la constitue est rejetée tandis que les artistes se tournent vers leur propre environnement, à la fois intérieur et extérieur, pour nourrir leur inspiration. De la fin des années 1970 jusque dans les années 1980, les artistes commencent à créer un nouvel art, à la fois contemporain et asiatique dans ses sources et son expression, mais toujours très important au sein de la création internationale. Ces artistes japonais se concentrent sur la projection de leur propre individualisme et de leur style national plutôt que sur l'adaptation ou la synthèse exclusive d'idées occidentales.
La sculpture de plein air, qui accède au premier plan de la création plastique avec l'avènement du musée à ciel ouvert d'Hakone en 1969, est très répandue dans les années 1980. Les municipalités financent d'énormes sculptures en plein air dans les parcs et les places publiques, et les architectes les plus importants incorporent des sculptures dans leurs bâtiments et agencements urbains. Les musées et expositions en plein air se multiplient et mettent en valeur le placement naturel de la sculpture dans l'environnement. Parce que la sculpture en pierre n'est pas originaire du Japon, la plupart des créations exposées en plein air sont faites en acier inoxydable, en plastique ou en aluminium pour la construction de machines « tension et compression » aux surfaces miroirs en acier ou aux élégantes formes ultra modernes en aluminium brossé. La forte influence de la haute technologie moderne sur les artistes aboutit à l'expérimentation de formes de tractions cinétiques telles que des arcs souples et des « info-sculptures environnementales » utilisant des lumières. Les composants vidéo et l'art vidéo se développent rapidement des années 1970 aux années 1980. Les nouveaux sculpteurs expérimentaux japonais travaillent à partir des concepts bouddhistes de perméabilité et de régénération dans la structuration de leurs formes, contrairement à la conception occidentale commune de la sculpture comme quelque chose de fini et aux contours définitifs.
Dans les années 1980, le bois et les matériaux naturels sont les matériaux de prédilection de nombreux sculpteurs qui commencent alors à placer leurs œuvres dans les cours intérieures et les espaces clos. Par ailleurs, un sentiment japonais pour le mouvement rythmique, capturé dans les formes récurrentes comme « mouvement gestuel systématique » est utilisé par deux artistes établis de longue date, Kyubei Kiyomizu et Hidetoshi Nagasawa ainsi que par la jeune génération menée par Shigeo Toya.